# Ossiachi-tó
Az Ossiachi-tó (németül: Ossiacher See, szlovénül: Osojsko jezero) állóvíz Ausztriában, Karintia harmadik legnagyobb tava – nála csak a Wörthi-tó és a Millstatti-tó nagyobb.

## Földrajz
Az Ossiachi-tó a Nock-hegységtől délre található, ami a Gurktali-Alpok része a Villach és Feldkirchen között vezető út mentén, 501 méteres magasságban. Maximális mélysége eléri az 52,6 métert, a tó felszíne mintegy 10,8 négyzetkilométer.
Az Ossiachi-tó egy keveréses tó, amelyben a víz keveredésének főbb időszakai tavasszal és késő ősszel vannak. Nyáron a víz eléri a 28 °C-ot. Partjának lakatlan részei többnyire természetvédelmi területek.
Jelenleg öt falu található a tó körül, ezek mindegyike erősen függ a nyári idegenforgalmi szezontól: az északi parton Annenheim, Sattendorf, melyek Treffen részei, Bodensdorf és Steindorf am Ossiacher See, valamint a tó másik részén Ossiach és az Ossiachi-apátság, amelyről a tavat elnevezték.

## Lásd még
- Landskron vára (Karintia)